# アンナ・ミッツェル
アンナ・ミッツェル（英: Anna Mitzel）は、ウクライナのモデル、タレント。

## プロフィール
ウクライナの首都、キーウに生まれる。2000年に来日。
多数のCMモデルを務めつつ、YouTuberでもあり、自身でYouTubeへの出演も行う。稀に娘(愛称;田中さん)に共演をしてもらっている。
2023年1月に日本への帰化を申請、2024年3月に許可、日本国籍を取得している。
日本語、ロシア語、ウクライナ語、英語のクワドリンガル。
地毛は栗色。二児の母。

## 主な出演作品

### モデル
- ABCマート CM
- レクサス CM
- しまむら カタログ
- Nara Camicie カタログ
- TOYOTAセダン カタログ
- JAL CNN CM
- Ninapharm Web PV
- ライオン CM
- ヱビスビール CM
- NEC Solution CM
- Panasonic CM
- Panasonic Lumix 海外用カタログ
- Toshiba Medical カタログ
- EXILE THE SECOND MV「Shut up!! Shut up!! Shut up!!」
- 京王プラザホテル「プラザスマイル」
- SONY 「Life with aibo Naughty Version」母親役

### テレビドラマ
- 世にも奇妙な物語 '20秋の特別編 「アップデート家族」（2020年 フジテレビ） - 黒崎家・母（ロシア人） 役

### テレビ番組
- 世界法廷ミステリー（フジテレビ）
- アメージパング!（TBSテレビ）
- キレ考えた人、天才じゃね（テレビ東京）
- BENTO EXPO（NHK総合）